# Sigrið av Skarði Joensen
Sigrið av Skarði Joensen, o Sigrið av Skarði, (Klaksvík, 12 de maig de 1908 - Tórshavn, 3 de juliol de 1975) fou una periodista, professora i feminista feroesa.

## Biografia
Sigrið av Skarði Joensen va néixer a Fagralíð, Klaksvík, el 1908. Era filla de Símun av Skarði (1872–1942) i de Súsanna Kathrina Jacobsen (1876–1978). Els dos pares van ensenyar a l'Escola Secundària Popular feroesa (en feroès Føroya Fólkaháskúli), que en aquell moment estava situada entre Fagralíð i Klaksvík. El 1909, l'escola es va traslladar a Tórshavn i la família se n'hi va anar a viure. Després d'aprovar l'examen artium a Dinamarca el 1927 (certificació acadèmica d'admissió a la universitat a Dinamarca i Noruega), Sigrið av Skarði va estudiar història i anglès a la Universitat de Copenhaguen. Tot i que va interrompre els seus estudis, es va convertir en professora d'aquestes assignatures el 1941.
Sigrið av Skarði Joensen va exercir també el periodisme. És l'autora d'un article sobre els anarquistes Sacco i Vanzetti, executats als Estats Units el 1927 que es va publicar al diari Føroya Social Demokrat (el socialdemòcrata dels feroesos). També va participar en el conflicte lingüístic feroès, una fase de la història de les Illes Fèroe de la primera meitat del segle XX (activa aproximadament entre els anys 1908 i 1938) en què es va debatre l'ús oficial del feroès enfront del danès a l'arxipèlag, publicant un article sobre el tema. El conflicte es va resoldre a favor de la llengua feroesa.
El 1938 es va casar amb el polític Sigurð Joensen (1911–1993), amb qui va tenir set fills: Elspa (nascuda el 1939), Lív (1942), Búgvi (1945), Turið (1946), Sjúrður (1947), Bergljót (1950) i Inga Rósa (1953). Durant la Segona Guerra Mundial, es va interrompre el contacte entre Dinamarca, ocupada per Alemanya, i les Illes Fèroe ocupades pels britànics. Va ser una època en què molts feroesos (majoritàriament joves estudiants) no van poder tornar a la seva terra natal i van haver de romandre a Dinamarca fins a la fi de la guerra. Sigrið i el seu marit Sigurð eren actius en aquell moment a la Societat Feroesa (en feroès Føroyingafelagið) a Copenhaguen i en la Unió d'Estudiants feroesos. El diari en llengua feroesa Búgvin (preparats) es va publicar entre el 1941 i el 1946, i Sigrið av Skarði Joensen va escriure articles sobre història i actualitat. També va fer traduccions i va traduir els reportatges de l'explorador feroès Sigert Patursson sobre un viatge que va fer a Sibèria el 1901.
La família es va traslladar finalment a les Illes Fèroe el 1948 i Sigrið av Skarði Joensen va fundar-hi l'editorial Ungu Føroyar. Va ser una de les fundadores de la Societat de dones feroeses (en feroès Kvinnufelagið), que es basava en els ideals d'Helena Patursson. Sigrið també va ser el redactora del diari Kvinnutíðindi (Notícies de les dones) fins al 1959. Als anys cinquanta, Sigrið va organitzar cursos de literatura i idiomes per a dones de mitjana edat. Va ensenyar llatí a l'escola secundària inferior de Tórshavn i va crear una escola de cant basada en el seu interès per la dansa i la cançó popular feroesa. El seu marit es va dedicar a la política i va militar al Tjóðveldisflokkurin (Partit Republicà), amb el qual va exercir diversos càrrecs al govern municipal de Tórshavn i al Parlament feroès. Sigrið av Skarði Joensen també va ocupar el càrrecs polítics, i va ostentar càrrecs al consell de la joventut durant molts anys.